# Геологія Греції
Геологія в Греції як наука набула розвитку в середині 19 століття, після здобуття країною незалежності. Цьому посприяла індустріалізація, на шлях якої Греція стала у другій половині 19 століття. Наприкінці століття хімік Анастасіос Хрістоманос, засновник спеціалізованої лабораторії, досліджував грецькі руди на цілий ряд корисних копалин. Генеральний інспектор Лавріонських рудників, в майбутньому перший президент Афінської академії, Фокіон Негріс опублікував ємні відомості про геологічну будову, а фізик і математик Константінос Міцопулос досліджував сейсмічність Греції.

## Геологічна будова Греції
Територія Греції розташована в межах еллінід і балканід — двох великих елементів Альпійської складчастої геосинклінальної області Європи. Еллініди займають велику частину країни. Вони представляють ланку Динаро-Таврійської гілки Альпійської області. Еллініди і балканіди розділені великим тектонічним швом — Сербсько-Македонським насувом.
У будові еллінід беруть участь породи доальпійської основи (палеозой і частково докембрій), альпійські геосинклінальні складчасті комплекси (мезозой, палеоген) та постгеосинклінальні орогенні комплекси (олігоцен і молодше). В більшості зон переважають мезозой-палеогенові осадові і частково вулканічні породи.
Сербсько-Македонський і Родопський масиви складені в основному метаморфічними комплексами докембрію, нижнього палеозою і частково мезозою, де поширені інтрузії гранітів і ґранодіоритів палеозою і мезозою.
В добу альпійської складчастості на поверхню були підняті вапніки та зім'яті у складки. Відтак нині близько двох третіх поверхні території Греції вкриті вапняком, за якими активно розвиваються карстові процеси, утворені численні печери та карстові озера.
На сучасному етапі весь Середземноморський регіон залишається тектонічно активним, що супроводжується зіткненням плит на конвергентних границях африканської та євразійської плит. Попри те, що найбільш інтенсивно ці процеси (в тому числі вулканізм) відбуваються на території сучасної Італії, у Греції трапляються приблизно раз на 10 років потужні землетруси силою 6-7 балів за шкалою Ріхтера, розвинені термальні джерела.